# 施國亮
施國亮（1962年3月14日—），加拿大律師、政治及學術人物，2012年-2015年間以加拿大新民主黨黨員身份擔任加拿大國會下議院議員，代表安大略省的多倫多─丹佛選區。

## 生平
施國亮於新斯科舍省溫莎土生土長，17歲遷居卑詩省溫哥華島，就讀當地的萊斯特·皮爾遜太平洋聯合世界書院，1981年畢業後到麥基爾大學修讀政治學，1984年從該校獲取文學士學位。他其後獲取羅德獎學金到牛津大學聖約翰學院進修法理，1986年獲取文學士學位，1987年從倫敦政治經濟學院獲取法學碩士學位，再於1988年從達爾豪西大學獲取法學士學位。
他從1988年至1989年間任職加拿大首席大法官布萊恩·迪克遜的法律助理，後則加入多倫多大學法學院任職助理教授，1994年晉升為副教授。他於2000年轉職約克大學奧斯古法學院副教授，並從2001年至2004年間出任該院副院士。南非實施種族隔離政策期間，施國亮曾任非洲人國民大會顧問 ，種族隔離政策廢除後則曾參與起草南非新憲法部分章節。他亦從1993年至1994年間出任波斯尼亞政府共同法律顧問，在國際法院波斯尼亞訴塞爾維亞案中就聯合國安全理事會頒布的武器禁運提供學術意見。
聯邦新民主黨黨魁林頓於2011年8月去世後，施國亮於2012年1月獲取該黨提名，競逐因林頓離世而懸空的國會下議院多倫多─丹佛選區議席。他於2012年3月19日舉行的議席補選中獲取59%得票，當選多倫多─丹佛選區下議員。他在第41屆國會中出任官方反對黨民主改革及議會改革評議員、程序及下議院事務常務委員會成員、和司法及人權事務常務委員會成員。2015年聯邦大選他在該區競逐連任，但敗予自由黨候選人戴寶仙。
他伴侶為拉察達斯里（Kovit Ratchadasri），2005年至2011年間兩人在多倫多合營畫廊。

## 外部連結
- （英文）施國亮 – 加拿大国会传记